# Chen Deng
Chen Deng (chinois simplifié : 陈登 ; chinois traditionnel : 陳登 ; pinyin : chén dēng ? — 208) est le fils de Chen Gui (陈珪 / 陳珪, chén guī) et frère de  Chen Ying (陈应 / 陳應, chén yīng). Lorsque Cao Cao part en guerre contre Tao Qian en envahissant la province de Xu, il se porte volontaire pour demander de l’aide à Tian Kai dans la ville de Qingzhou. 
Après la mort de Tao Qian en 194, Liu Bei est chargé de la province de Xu et recrute Chen Deng qui est nommé secrétaire. Par la suite, il est chargé de toute l’administration de la province et assiste Zhang Fei dans la garde de la ville de Xuzhou alors que Liu Bei part en expédition contre Yuan Shu. Liu Bei perd ensuite le contrôle de la province aux mains de Lu Bu et Chen Deng est nommé Gouverneur de Guangling par Cao Cao et, par l’entremise de plusieurs ruses, aide ce dernier à vaincre Lu Bu. 
Il planifie ensuite une embuscade dans le but de tuer Liu Bei, mais va tout avouer à celui-ci et lui permet de reprendre le contrôle de Xuzhou. Toutefois, il livre la ville à Cao Cao lorsque Liu Bei va trouver refuge avec Yuan Shao. Enfin, en 208, Chen Deng tombe malade à la suite de graves problèmes de digestion et meurt.